# Avro Manhattan
Avro Manhattan (6 de abril de 1914-27 de noviembre de 1990)) fue un autor cuyos trabajos fueron especialmente críticos con la Iglesia católica, si bien también escribió sobre otros temas, la mayoría de sus obras tratan sobre la intervención de la Santa Sede en la política mundial. 

## Vida
Nacido en Milán, Italia, de padres de orígenes estadounidenses y suizo/holandeses, Manhattan recibió educación en la Sorbonne y en la London School of Economics. En sus primeros días en Italia, Manhattan era conocido originalmente como Teófilo Lucifero Gardini. Antes de su exilio, se sabía que Manhattan pasaba sus veranos en la casa del artista Paolo Troubetzkoy, en Verbania.
Manhattan, que también era pintor, expuso varias de sus obras en museos italianos locales. La última de estas exposiciones fue en el Museo del Paisaje, en Verbania, donde dos de sus pinturas se conservan hasta el día de hoy.
Durante la dictadura de Mussolini, Manhattan fue encarcelado por negarse a servir en el ejército fascista durante la Segunda guerra italo-etíope. Mientras estuvo recluido en los Alpes escribió su primer tratado de astronomía. Después de su liberación se dirigió a Londres, más tarde durante la Segunda Guerra Mundial operó una estación radial llamada "Radio Libertad" de difusión de la Europa ocupada. Cambió oficialmente su residencia al Reino Unido en 1945 por "razones políticas", pero no fue hasta 1953 que Manhattan cambió legalmente su nombre, renunciando a los nombres "Teofilo Angelo Mario Gardini" y "Teophile Lucifer Gardini". En ese momento, vivía en Wimbledon, Londres.
En 1961, Manhattan conoció a su futura esposa, Anne Manhattan, de soltera Cunningham Brown, en Londres, y dos años después, se mudaron a una casa en Henry Nelson Street en South Shields, noreste de Inglaterra.
Está enterrado junto con su esposa en Shotley Bridge en el Benfieldside Cemetery, Consett, condado de Durham, Inglaterra.
Entre sus amigos se contaban H. G. Wells, George Bernard Shaw, la científica Marie Stopes y el reverendo Ian Paisley.

## Obra
Avro Manhattan fue autor de más de 20 libros, incluyendo el best-seller El Vaticano en la política mundial, uno de los libros más vendidos de todos los tiempos. Ha sido traducido a la mayoría de las grandes lenguas, incluyendo chino, ruso y recientemente, coreano. Otros trabajos importantes son Los billones del Vaticano donde se describe la enorme fortuna que posee la Iglesia católica y sus inversiones en las principales transnacionales y bancos, El holocausto del Vaticano a través de nombres, fechas y otros datos se revela la participación del catolicismo en la masacres perpetradas por miembros de la ´´ustashi´´ de judíos y miembros de la iglesia ortodoxa en Croacia durante la Segunda Guerra Mundial y Alianza Vaticano-Moscú-Washington el papel del catolicismo apoyando a las dictaduras de Mussolini y Hitler y su participación en la Segunda Guerra Mundial. Algunos de estos libros críticos con la Santa Sede y la Iglesia católica son publicados por editores como Jack Chick.
Una lista de los trabajos de Avro Manhattan comprende los títulos:
- El estruendo de la gran tribulación (1934)
- Hacia la nueva Italia (1943)
- Latinoamérica y el Vaticano (1946)
- La Iglesia católica contra el siglo veinte (1947)
- El Vaticano en Asia (1948)
- Religión en Rusia (1949)
- El Vaticano en la política mundial (1949)
- Imperialismo católico y libertad de expresión (1952)
- Terror en Yugoslavia, la amenaza de Europa (1953)
- El dólar y el Vaticano (1956)
- El imperialismo del Vaticano en el siglo veinte (1965)
- El poder católico hoy (1967)
- La alianza Vaticano-Moscú-Washington (1982)
- Los billones del Vaticano (1983)
- Vietnam...¿por qué fuimos? (1984)
- Asesinato en el Vaticano (1985)
- El holocausto del Vaticano (1986)
- Terror católico en Irlanda (1988)